# Комилиён, Файзали Садулло
Файзали Садулло Комилиён (Комилиён Файзалӣ Саъдулло, 1956) — заместитель председателя Высшей аттестационной комиссии при Президенте Республики Таджикистан, доктор физико-математических наук, профессор, академик Международной академии наук высшей школы, председатель координационной группы по предметам информатики и информационных технологий Национального совета по образованию при Министерстве образования и науки Республики Таджикистан.

## Биография
Окончил механико-математический факультет Таджикского государственного университета (ныне Таджикский национальный университет) по специальности прикладной математики (1978) и аспирантуру Академии наук СССР (Москва, 1984). Кандидатскую диссертацию защитил в 1985 г., а докторскую — в 2004 г.

## Научная деятельность
Основными направлениями его научных исследований являются имитационное моделирование динамики пресноводных экосистем и проектирование информационно-коммуникационных систем. Имеет более 300 публикаций, из них 14 научных монографий. Подготовил в качестве научного руководителя 6 кандидатов наук.
Является одним из самых продуктивных авторов учебников (25) учебно-методических разработок (30 учебных программ, 10 методических разработок) по информатике и информационным технологиям, как для общеобразовательной, так и для высшей школы Таджикистана. Все школьные учебники по информационным технологиям написаны Ф. С. Комиловым и его учениками. Непосредственно под его руководством разработаны и приняты коллегией Министерства образования и науки РТ государственный стандарт образования и новая учебная программа по предмету информационным технологиям общеобразовательных школ Таджикистана. В качестве победителя программы Community Connections — конкурса авторов учебников — в 2006 году проходил профессиональную стажировку в г. Колумбус штата Огайо, США.
Ведёт лекционные курсы по информатике и информационным технологиям, а также специальный курс «Компьютерное моделирование динамики водных экосистем». Несколько раз был назначен председателем и членом жюри международных и республиканских школьных и студенческих олимпиад по информатике.
Результаты его научно-методических работ прошли апробацию в международных и республиканских конференциях, симпозиумах, научных семинарах вузов и научно-исследовательских институтах Таджикистана, Российской Федерации, Казахстана, Кыргызстана, Узбекистана, ИРИ, США и ФРГ.